# Cratere Henry (Marte)
Henry è un cratere sulla superficie di Marte.
Il cratere è dedicato agli astronomi e fratelli francesi Paul-Pierre e Prosper-Mathieu Henry